# Benjamin B. Hinkson
Benjamin B. Hinkson (* um 1799 in Cynthiana, Kentucky; † März 1877 im Clinton County, Ohio) war ein US-amerikanischer Jurist und Politiker. Er saß in der Ohio General Assembly und war von 1834 bis 1836 Secretary of State von Ohio.

## Werdegang
Benjamin B. Hinkson, Sohn von Richter Thomas Hinkson, wurde um 1799 im Harrison County (Kentucky) geboren. Die Familie Hinkson zog dann nach Clinton County (Ohio). Über seine Jugendjahre ist nichts bekannt. Hinkson war als stellvertretender Urkundsbeamter (Deputy Clerk) am Gerichtshof vom Fayette County tätig. Nachdem er seine Zulassung als Anwalt erhalten hatte, begann er 1820 in Wilmington (Clinton County) zu praktizieren – eine Tätigkeit, welcher er bis zu seiner Wahl zum Secretary of State nachging. Hinkson wurde 1826, 1827, 1829, 1830 und 1833 in das Repräsentantenhaus von Ohio gewählt. Während der Session von 1833 bis 1834 wählte ihn die Legislative zum Secretary of State. Er bekleidete das Amt bis zu seinem Rücktritt am 12. Februar 1836. Hinkson wurde 1836 zum President Judge am Court of Common Pleas gewählt. Sein Bezirk umfasste das Clinton County, das Warren County, das Butler County und das Greene County. Er bekleidete den Posten eine Amtszeit von sieben Jahren. Danach nahm er wieder seine Tätigkeit als Anwalt auf, welcher er bis 1852 nachging. Hinkson züchtete dann Vieh auf seiner Farm. Er verstarb im März 1877 an den Folgen einer Lähmung. Zum Zeitpunkt seines Todes war er 78 Jahre alt.